# Родниковский (Нехаевский район)
Родниковский — обезлюдевший хутор в Нехаевском районе Волгоградской области России, в составе Захопёрского сельского поселения.
Население — 0 (2010).

## История
Хутор входил в юрт станицы Провоторовской Хопёрского округа Области Войска Донского. Предположительно основан во второй половине XIX века. Согласно переписи населения 1897 года на хуторе проживали 178 мужчин и 178 женщин. Большинство населения было неграмотным: грамотных мужчин — 46 (25,8 %), женщин — 3 (1,7 %).
Согласно алфавитному списку населённых мест Области Войска Донского 1915 года хутор выделенного надела не имел, на хуторе проживали 271 мужчина и 277 женщин, имелись хуторское правление и школа грамотности.
С 1928 года хутор в составе Нехаевского района Нижневолжского края (впоследствии — Сталинградского края, Сталинградской области, Балашовской области, Волгоградской области). Хутор являся центром Тушкановского сельсовета. В 1967 году центр Тушкановского сельсовета был перенесён в хутор Захопёрский с одновременным переименованием сельсовета в Захопёрский (в том же источнике есть сведения о переносе центра сельсовета в 1958 году).

## География
Хутор расположен в пределах Калачской возвышенности, относящейся к Восточно-Европейской равнине, в балке, у правого берега реки Хопёр, в окружении лесов, на высоте около 100-140 метров над уровнем моря. Почвы — чернозёмы обыкновенные
По автомобильным дорогам расстояние до районного центра станицы Нехаевской — 21 км, до областного центра города Волгограда — 340 км, до хутора Захопёрский - 5,2 км
Часовой пояс
Родниковский, как и вся Волгоградская область, находится в часовой зоне МСК (московское время). Смещение применяемого времени относительно UTC составляет +3:00.

## Население
Динамика численности населения по годам:
| 1897 | 1915 | 1989 | 2002 |
| ---- | ---- | ---- | ---- |
| 356  | 548  | ≈50  | 0    |

| 2010 |
| ---- |
| 0    |